# 耶律撻不也
耶律撻不也（やりつ たつふや、生年不詳 - 1077年）は、遼（契丹）の軍人・政治家。字は撒班。

## 経歴
季父房の末裔。林牙の耶律高家の子として生まれた。清寧年間、牌印郎君に補任され、永興宮使に累進した。清寧9年（1063年）、耶律重元の乱の鎮圧にあたり、功績により知点検司事となった。平乱功臣の称号を賜り、懐徳軍節度使として出向した。咸雍5年（1069年）、遙輦剋に転じた。
太康3年（1077年）、北院宣徽使に任じられた。耶律乙辛が皇太子耶律濬を害そうとしていたため、撻不也は耶律乙辛や蕭得里特・蕭十三らを殺害しようとした。耶律乙辛はこれを察知して、撻不也が道宗の廃立を計画していると仲間に誣告させたため、撻不也は処刑された。
乾統年間、漆水郡王に追封され、画像が宜福殿に飾られた。

## 伝記資料
- 『遼史』巻99 列伝第29